# پیترو کودینی
پیترو کودینی (ایتالیایی: Pietro Chiodini; ۲۷ ژوئیهٔ ۱۹۳۴ – ۲۸ اوت ۲۰۱۰) دوچرخه‌سوار اهل ایتالیا بود.